# Walt Disney World Pro Soccer Classic 2010
El Walt Disney World Pro Soccer Classic 2010 fue la 1ª edición de la competición amistosa de pretemporada. Se inició el 25 de febrero y finalizó el 27 de febrero.
New York Red Bulls ganó el torneo tras vencer por 4-0 a Toronto FC.

## Partidos
|  | Semifinales        | Semifinales   |   |                | Final              | Final         |  |
|  | 25 de febrero      | 25 de febrero |   |                | 27 de febrero      | 27 de febrero |  |
|  |                    |               |   |                |                    |               |  |
|  |                    |               |   |                |                    |               |  |
|  | Houston Dynamo     | 0 (6)         |   |                |                    |               |  |
|  | New York Red Bulls | 0 (7)         |   |                |                    |               |  |
|  |                    |               |   |                |                    |               |  |
|  |                    |               |   |                |                    |               |  |
|  |                    |               |   |                | New York Red Bulls | 4             |  |
|  |                    | Toronto FC    | 0 |                |                    |               |  |
|  |                    |               |   |                |                    |               |  |
|  |                    |               |   |                |                    |               |  |
|  |                    |               |   |                | Tercer lugar       |               |  |
|  |                    |               |   |                |                    |               |  |
|  | Toronto FC         | 1             |   | Houston Dynamo | 2                  |               |  |
|  | FC Dallas          | 0             |   |                | FC Dallas          | 1             |  |